# Pterycodes
Genre
Pterycodes est un genre de coléoptères de la famille des Ptiliidae.

## Publication originale
- (en) Rev. A. Matthews, « Synopsis of North American Trichopterygidae », Transactions of the American Entomological Society and Proceedings of the Entomological Section of the Academy of Natural Sciences, vol. 11,‎ avril 1884, p. 113-156 (ISSN 1945-516X et 2328-3823, DOI 10.2307/25076434, JSTOR 25076434, lire en ligne).